# Julius del Prado
Julius Willem del Prado (Paramaribo, 18 december 1886 – 1945) was een Surinaams medicus en politicus.
Hij heeft gestudeerd aan de Geneeskundige School in Paramaribo en in 1913 behaalde hij zijn akte van bevoegdheid als geneeskundige. Hij ging als zodanig werken en specialiseerde zich als kno-arts. In 1929 promoveerde Del Prado in de geneeskunde aan de Rijksuniversiteit Utrecht op het proefschrift getiteld Afwijkingen in de vingerwijsproef na kunstmatige prikkeling van het vestibulair apparaat. Naast zijn werk als medicus was hij ook lange tijd actief in de politiek. In 1932 werd hij gekozen tot lid van Koloniale Staten dat enkele jaren later hernoemd zou worden tot de Staten van Suriname en in 1942 werd hij daar de voorzitter. In juli 1943 liet gouverneur J.C. Kielstra het Statenlid Wim Bos Verschuur interneren waarna Del Prado net als bijna alle andere gekozen leden opstapte waarmee ook aan zijn voorzitterschap een einde kwam. Bij de daaropvolgende tussentijdse verkiezingen werden alle opgestapte parlementsleden herkozen waarop hij in 1944 weer Statenvoorzitter werd. Del Prado overleed in 1945.